# حمرة (اليمن)
حمرة منطقة ووادي يضم العديد من القرى يتبع مديرية الطفة في محافظة البيضاء بالجمهورية اليمنية - وتقسمه سيلة كبيرة تبدا من أعلى جبال سيلة لشاه وذات عدوة والضحضاح ويجمع المساييل في اعلاء السيلة وجوانب ال حميقان والشعبة- (ظهار - المثل - الحديدية- جندل - -ذالنمرين - خيران - القفيلة - تن النخل - القهابة- الـخـربـة - جعيل - السيلة) وأهم مسايلها لشاه والضحضاح، وتصب مبتدية في وادي ضهار وسيلة سماع تصب في وادي ذالنمرين سيلة يضلع مع سيلة المقلة تصب في قرية القهابة وهبران تصب في وديان الخربة وجعيل وحمر يصب في السيلة بحيث تتجمع السيول في السيلة. وتلك المصبات في سيلة حمرة الرئيسية بحيث تواصل مسيرها إلى سيلة وتصب مياها في وادي بنا.
يبلغ عدد سكانها ما يقارب 16 الف نسمة وهي مشهورة بالعسل الطبيعي.